# Liste des épisodes de Konosuba

Logo de la série.

Cet article est un complément de l’article sur le light novel Konosuba : Sois béni monde merveilleux !. Il contient la liste des épisodes de l'adaptation en série télévisée d'animation KONOSUBA -God's blessing on this wonderful world! répartie en trois saisons, réalisée par Studio Deen.
La version officielle sous-titrée en français ainsi que la version française des deux premières saisons et du film d'animation Legend of Crimson sont diffusées sur la plateforme de vidéo à la demande Crunchyroll en 2023, respectivement le 16 février, le 23 février et le 28 mars.

## Première saison
| No       | Titre français                                                      | Titre japonais                     | Titre japonais                               | Date de 1re diffusion |
| No       | Titre français                                                      | Kanji                              | Rōmaji                                       | Date de 1re diffusion |
| -------- | ------------------------------------------------------------------- | ---------------------------------- | -------------------------------------------- | --------------------- |
| 1        | Ma réincarnation dans un autre monde avec cette soi-disant déesse ! | この自称女神と異世界転生を!        | Kono jishō megami to isekai tensei o!        | 13 janvier 2016       |
| 2        | Une explosion pour la fille perdue dans son délire !                | この中二病に爆焔を!                | Kono chūnibyō ni bakuen o!                   | 20 janvier 2016       |
| 3        | Une précieuse culotte dans ma main droite !                         | この右手にお宝（ぱんつ）を!        | Kono migite ni otakara (Pantsu) o!           | 27 janvier 2016       |
| 4        | Une magie explosive sur cet ennemi féroce !                         | この強敵に爆裂魔法を!              | Kono kyōteki ni bakuretsu mahō o!            | 3 février 2016        |
| 5        | Un prix pour cette épée magique !                                   | この魔剣にお値段を!                | Kono maken ni onedan o!                      | 10 février 2016       |
| 6        | Une conclusion à ce combat sans intérêt !                           | このろくでもない戦いに決着を！     | Kono rokudemonai tatakai ni ketchaku o!      | 17 février 2016       |
| 7        | Une deuxième mort par ce froid glacial !                            | この凍えそうな季節に二度目の死を！ | Kono kogoesō na kisetsu ni nidome no shi o!  | 24 février 2016       |
| 8        | Un coup de main pour nous aider à passer l'hiver !                  | この冬を越せない俺達に愛の手を！   | Kono fuyu o kosenai ore-tachi ni ai no te o! | 2 mars 2016           |
| 9        | Béni soit ce formidable établissement !                             | この素晴らしい店に祝福を！         | Kono subarashii mise ni shukufuku o!         | 9 mars 2016           |
| 10       | Une dernière flamme pour cette forteresse abusée !                  | この理不尽な要塞に終焔を！         | Kono rifujin'na yōsai ni shūen o!            | 16 mars 2016          |
| 11 (OAV) | Béni soit ce merveilleux collier !                                  | この素晴らしいチョーカーに祝福を！ | Kono subarashii chōkā ni shukufuku o!        | 24 juin 2016          |

## Seconde saison
| No       | Titre français                                      | Titre japonais                   | Titre japonais                               | Date de 1re diffusion |
| No       | Titre français                                      | Kanji                            | Rōmaji                                       | Date de 1re diffusion |
| -------- | --------------------------------------------------- | -------------------------------- | -------------------------------------------- | --------------------- |
| 1        | Innocentez-moi dans cette affaire injuste !         | この不当な裁判に救援を！         | Kono futō na saiban ni kyūen o!              | 11 janvier 2017       |
| 2        | Des amis pour cette jeune mage écarlate !           | この紅魔の娘に友人を！           | Kono kōma no musume ni yūjin o!              | 18 janvier 2017       |
| 3        | Que le maître de ce labyrinthe repose en paix !     | この迷宮の主に安らぎを！         | Kono meikyū no aruji ni yasuragi o!          | 25 janvier 2017       |
| 4        | Un fiancé pour cette jeune noble !                  | この貴族の令嬢に良縁を！         | Kono kizoku no reijō ni ryōen o!             | 1er février 2017      |
| 5        | De la soumission pour cette chevalière masquée !    | この仮面の騎士に隷属を！         | Kono kamen no kishi ni reizoku o!            | 8 février 2017        |
| 6        | Des adieux pour ce monde bien relou !               | この煩わしい外界にさよならを!    | Kono wazurawashii haikai ni sayonara o!      | 15 février 2017       |
| 7        | Une proposition pour ce bon à rien qui se la joue ! | このふてぶてしい鈍らに招待を     | Kono futebuteshii namakura ni shōtai o!      | 22 février 2017       |
| 8        | Du tourisme dans cette ville pitoyable !            | この痛々しい街に観光を！         | Kono itaitashii machi ni kankō o!            | 1er mars 2017         |
| 9        | Une déesse dans cette station thermale nocive !     | この不浄な温泉街に女神を！       | Kono fujō na onsengai ni megami o!           | 8 mars 2017           |
| 10       | Béni soit mon merveilleux groupe !                  | この素晴らしい仲間たちに祝福を！ | Kono subarashii nakama-tachi ni shukufuku o! | 15 mars 2017          |
| 11 (OAV) | Bénies soient ces belles créations !                | この素晴らしい芸術に祝福を！     | Kono subarashii geijutsu ni shukufuku o!     | 24 juillet 2017       |

## Film
| No   | Titre français    | Titre japonais                     | Titre japonais                                         | Date de 1re diffusion |
| No   | Titre français    | Kanji                              | Rōmaji                                                 | Date de 1re diffusion |
| ---- | ----------------- | ---------------------------------- | ------------------------------------------------------ | --------------------- |
| Film | Legend of Crimson | この素晴らしい世界に祝福を！紅伝説 | Kono subarashii sekai ni shukufuku o! Kurenai densetsu | 30 août 2019          |

## Troisième saison
| No | Titre français                                                 | Titre japonais                   | Titre japonais                           | Date de 1re diffusion |
| No | Titre français                                                 | Kanji                            | Rōmaji                                   | Date de 1re diffusion |
| -- | -------------------------------------------------------------- | -------------------------------- | ---------------------------------------- | --------------------- |
| 1  | Béni soit cet avenir radieux !                                 | この明るい未来に祝杯を！         | Kono akarui mirai ni shukuhai o!         | 10 avril 2024         |
| 2  | Un sourire pour cette jeune fille impassible !                 | この笑わない少女に微笑みを！     | Kono warawanai shōjo ni hohoemi o!       | 17 avril 2024         |
| 3  | Une rééducation pour cette fille maligne !                     | この賢しい少女に再教育を！       | Kono sakashī shōjo ni saikyōiku o!       | 24 avril 2024         |
| 4  | Un châtiment bien mérité pour ce justicier beau gosse !        | このイケメン義賊に天誅を！       | Kono ikemen gizoku ni tenchū o!          | 1er mai 2024          |
| 5  | Une mauvaise influence pour la princesse qui a été trop couvée | この箱入り王女に悪友を！         | Kono hakoiri ōjo ni akuyū o!             | 8 mai 2024            |
| 6  | Des adieux à cette vie de rêve                                 | この素敵な暮らしにさよならを！   | Kono suteki na kurashi ni sayonara o！   | 15 mai 2024           |
| 7  | Du repos pour cet aventurier qui vient de loin !               | この成り上がり冒険者にも安息を！ | Kono nariagari bōken-sha ni mo ansoku o! | 22 mai 2024           |
| 8  | Un sommeil éternel pour le maître de ce lac !                  | この湖の主に永遠の眠りを！       | Kono mizūmi no omo ni eien no nemuri o!  | 29 mai 2024           |
| 9  | Un remontage de bretelles pour cette fugueuse !                | この家出娘に説教を！             | Kono iede musume ni sekkyō o             | 5 juin 2024           |
| 10 | Bénie soit cette jeune mariée qui ne pense qu'à elle !         | この身勝手な花嫁に祝福を！       | Kono migattena hanayome ni shukufuku o!  | 12 juin 2024          |
| 11 | Bénie soit ce bon vieux quotidien !                            | この変わらない日常に祝福を！     | Kono kawaranai nichijō ni shukufuku o!   | 19 juin 2024          |